# L'impossibile è certo
L'impossibile è certo è l'undicesimo album in studio della cantante italiana Antonella Ruggiero, pubblicato il 19 febbraio 2014 dalla Liberamusic.
Secondo la cantante, il titolo allude alla certezza di una rinascita che sembra impossibile nella crisi dell'Italia di allora. La rinascita è nelle mani dei giovani ispirati dall'esempio politici con valori autentici.

## Il disco
A distanza di undici anni Antonella Ruggiero pubblica un nuovo cd composto interamente da brani inediti.
Il disco contiene tra l'altro i brani presentati dall'artista al Festival di Sanremo 2014, ovvero Da lontano e Quando balliamo.
Sono 15 le nuove canzoni, i cui testi sono stati messi a punto in collaborazione con vari scrittori come Michela Murgia, Eraldo Affinati, Erri De Luca, Simone Lenzi e Marco Travaglio ed alcuni giovani autori emergenti.
La produzione e gli arrangiamenti di Roberto Colombo presentano una sonorità incentrata su un solido impianto elettronico, grazie all'utilizzo di numerose tastiere vintage.

## Tracce
1. Delfini sulla scia – 4:53 (Ferrario, Grilli)
2. Cercare la vita – 4:28 (Affinati, Ruggiero, R. Colombo)
3. Tra le briciole – 5:41 (Ferrario, Grilli, Ruggiero)
4. Quando balliamo – 3:34 (Lenzi, Ruggiero, Colombo)
5. Mille Marie ad un balcone – 4:54 (Ferrario, Grilli, Ruggiero)
6. Ora e per sempre – 4:33 (Ferrario, Grilli)
7. Non è vita amarti così – 3:44 (Ferrario, Grilli)
8. L'impossibile è certo – 5:16 (G. Colombo, Nelson, Contrini, Massera)
9. Amo te, amo la tua diversità – 4:03 (Ruggiero, R. Colombo, Rossi)
10. Da lontano – 3:58 (Ruggiero, Graziano, Colombo, Antonio Rossi)
11. Il palpito di questa felicità – 4:41 (Ferrario, Grilli, Graziano)
12. Isola – 3:02 (Murgia, Ruggiero, Colombo)
13. Due spie – 4:15 (Travaglio, Cibelli, Corvino, Ruggiero)
14. Italia, una parola aperta – 2:18 (De Luca, Ruggiero, Colombo)
15. Ninna nanna per Yanuska – 4:20 (Adrianopoli, Ferrari, Ruggiero)

## Classifiche
| Classifica (2014) | Posizione massima |
| ----------------- | ----------------- |
| Italia            | 18                |